# Sjösakärren
Sjösakärren är ett naturreservat i Nyköpings kommun i Södermanlands län.
Området är naturskyddat sedan 1985 och är 43 hektar stort. Reservatet ligger vid östra stranden av Sjösafjärden och består av rikkärr och öppna fuktiga gräsmaker. 

## Galleri

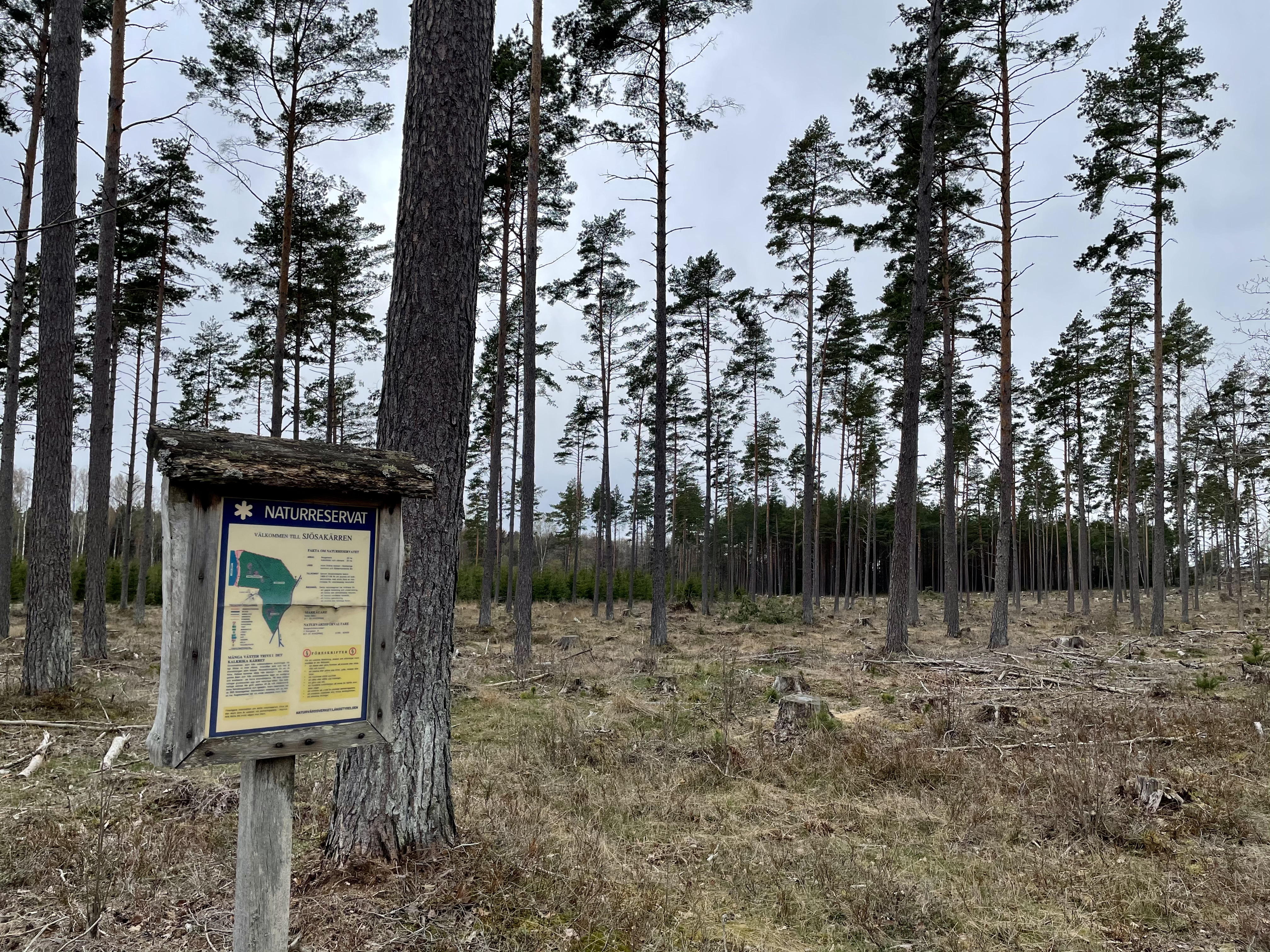
Ingång till Sjösakärren naturreservat.
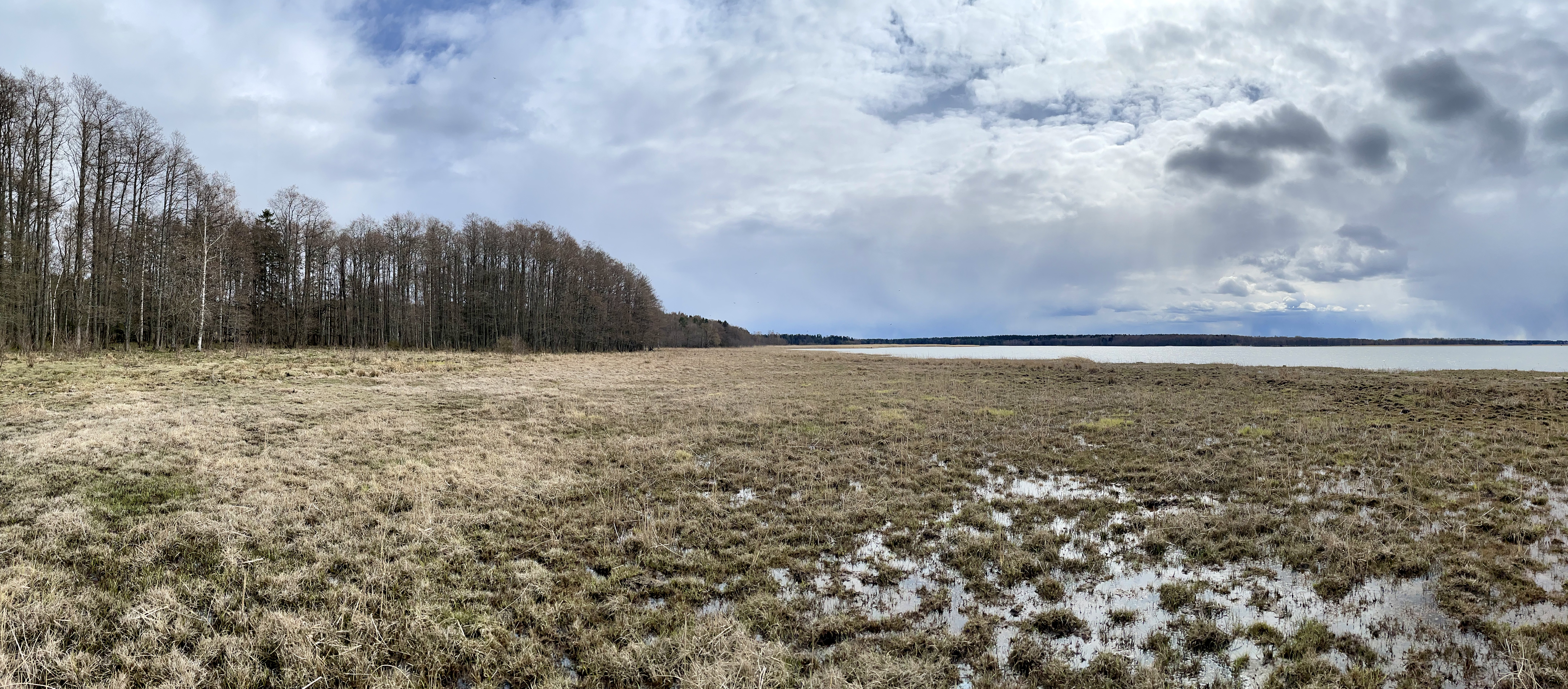
Panorama över Sjösakärren och Sjösafjärden.
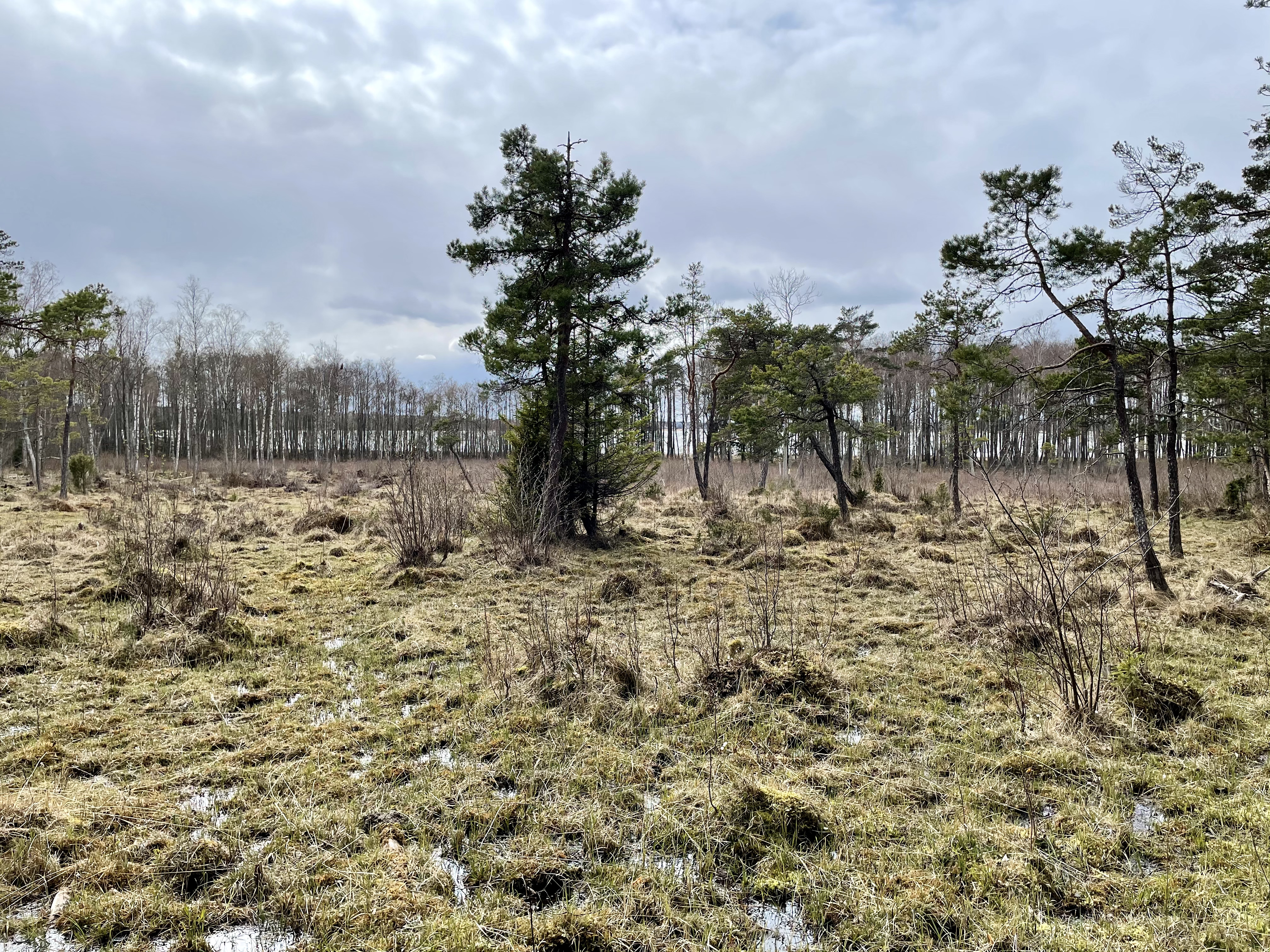
Våtmark i Sjösakärren naturreservat.
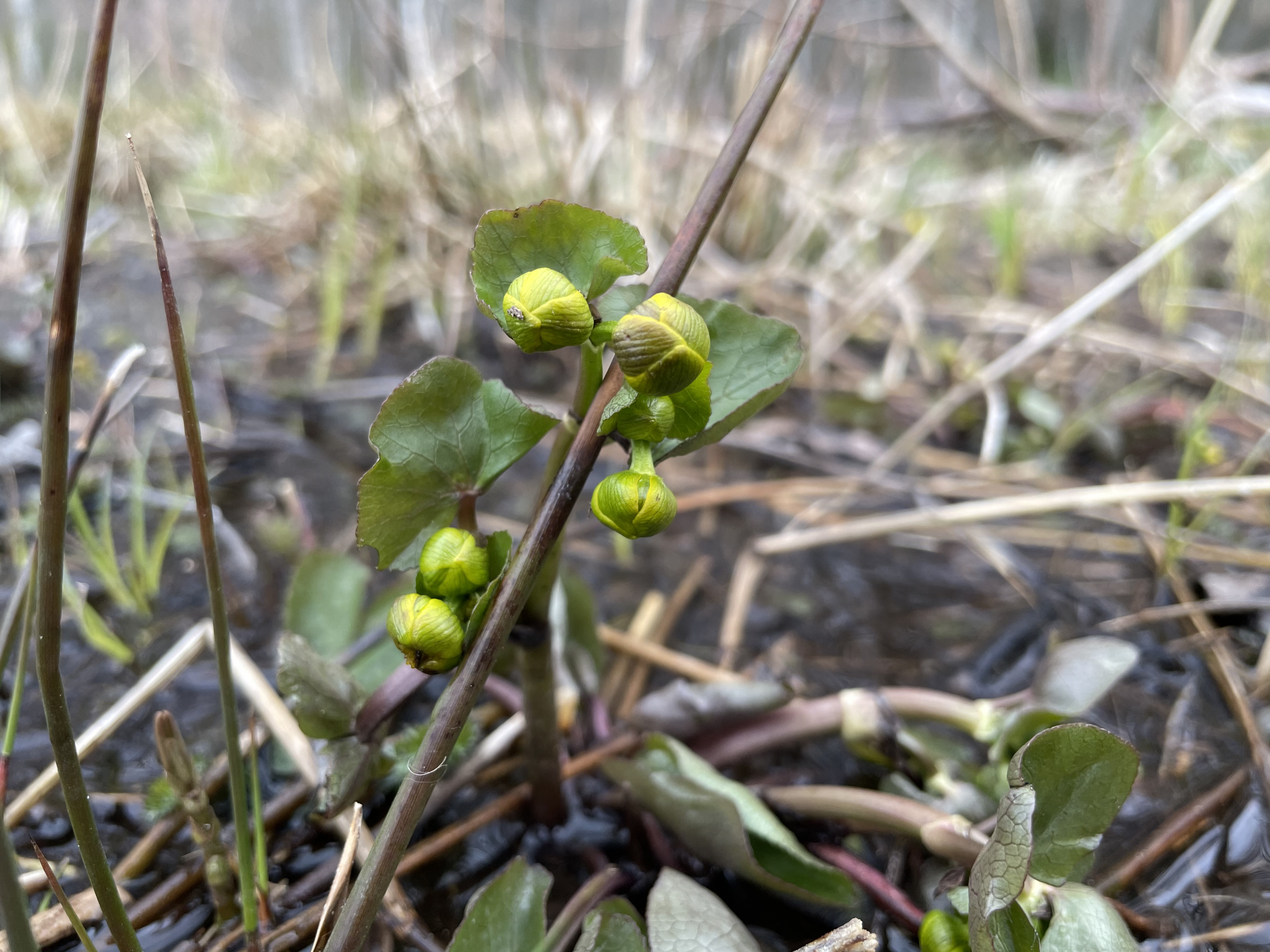
Kabbleka i Sjösakärren naturreservat.
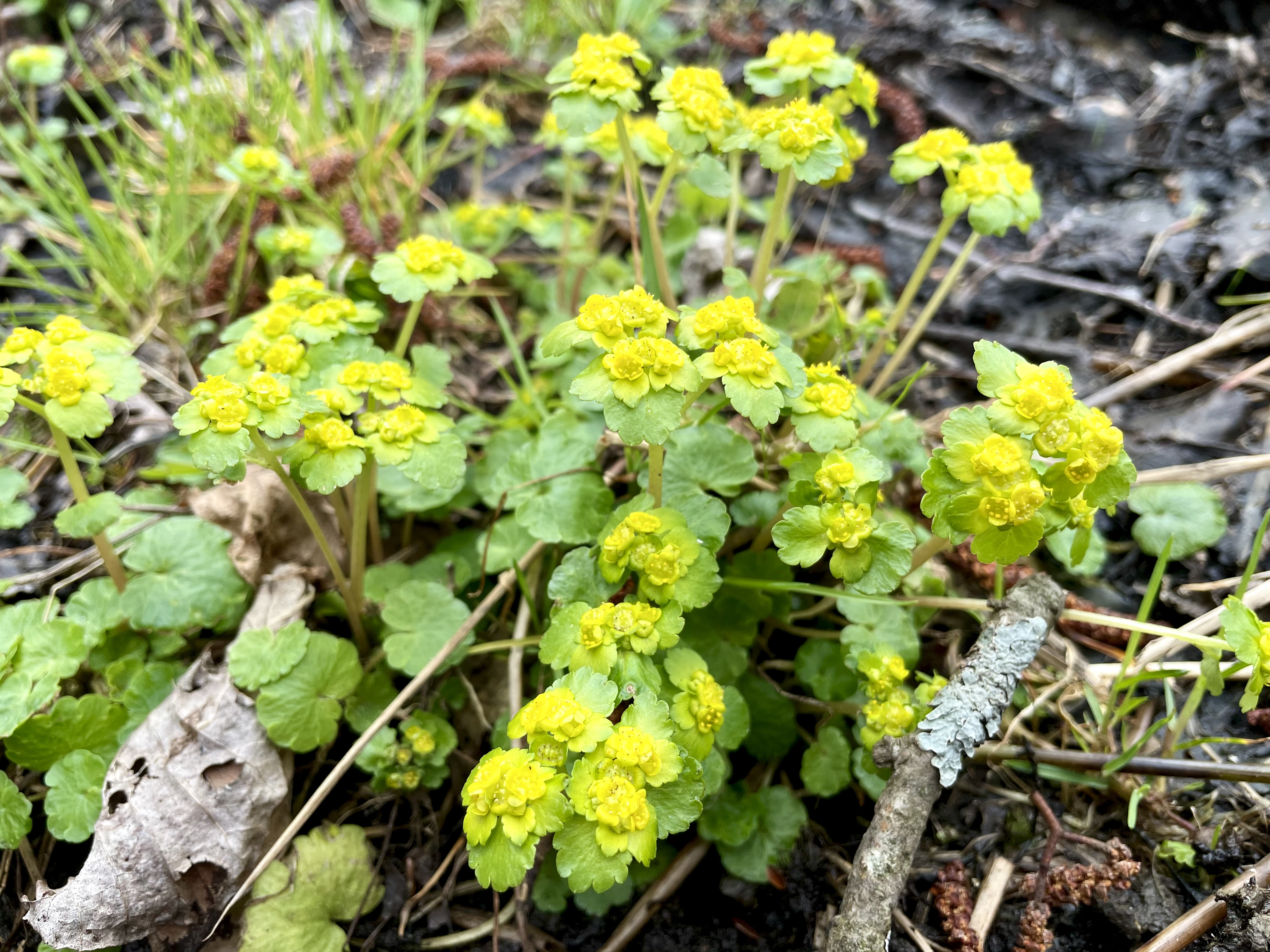
Gullpudra i Sjösakärren naturreservat.
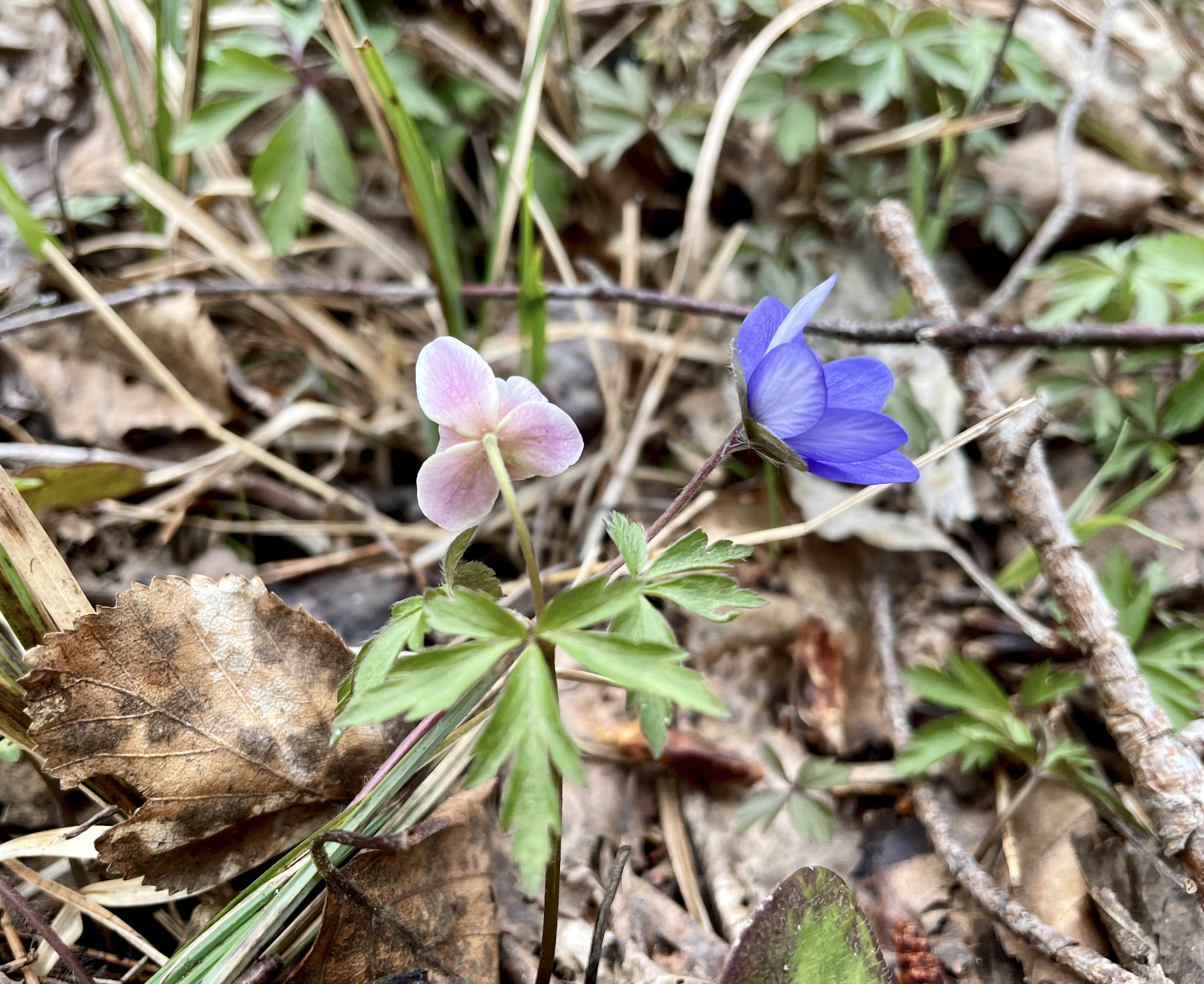
Blåsippa och vitsippa i Sjösakärren naturreservat.